# Mexede
Mexede, Mexed,  ou Meched (em persa: مشهد; romaniz.: Mashhad/Meshed) é uma cidade do Irão, na província do Coração Razavi, da qual é capital. Localiza-se no nordeste do país, próximo das fronteiras com o Afeganistão e com o Turquemenistão. Com mais de três milhões de habitantes, é a segunda maior cidade do país.
Em 30 de outubro de 2009 (aniversário da morte do Imã Reza), o então presidente Mahmoud Ahmadinejad declarou Mexede como a "capital espiritual do Irão"

## Clima
Devido à proximidade às montanhas, a cidade tem verões algo quentes e invernos muito frios. De acordo com os dados da tabela abaixo, e com os critérios da classificação climática de Köppen modificada.
| Dados climáticos para Mexede | Dados climáticos para Mexede | Dados climáticos para Mexede | Dados climáticos para Mexede | Dados climáticos para Mexede | Dados climáticos para Mexede | Dados climáticos para Mexede | Dados climáticos para Mexede | Dados climáticos para Mexede | Dados climáticos para Mexede | Dados climáticos para Mexede | Dados climáticos para Mexede | Dados climáticos para Mexede | Dados climáticos para Mexede |
| Mês | Jan                          | Fev                          | Mar                          | Abr                          | Mai                          | Jun                          | Jul                          | Ago                          | Set                          | Out                          | Nov                          | Dez                          | Ano                          |
| --- | ---------------------------- | ---------------------------- | ---------------------------- | ---------------------------- | ---------------------------- | ---------------------------- | ---------------------------- | ---------------------------- | ---------------------------- | ---------------------------- | ---------------------------- | ---------------------------- | ---------------------------- |
| Recorde alta °C (°F) | 24.0 (75.2)                  | 26.0 (78.8)                  | 32.0 (89.6)                  | 35.4 (95.7)                  | 39.2 (102.6)                 | 41.6 (106.9)                 | 43.8 (110.8)                 | 42.4 (108.3)                 | 42.0 (107.6)                 | 35.8 (96.4)                  | 29.4 (84.9)                  | 28.2 (82.8)                  | 43.8 (110.8)                 |
| Média alta °C (°F) | 7.1 (44.8)                   | 9.3 (48.7)                   | 14.2 (57.6)                  | 20.9 (69.6)                  | 26.8 (80.2)                  | 32.3 (90.1)                  | 34.4 (93.9)                  | 33.1 (91.6)                  | 28.9 (84)                    | 22.5 (72.5)                  | 15.5 (59.9)                  | 9.8 (49.6)                   | 21.2 (70.2)                  |
| Média diária °C (°F) | 1.7 (35.1)                   | 3.7 (38.7)                   | 8.5 (47.3)                   | 14.7 (58.5)                  | 19.6 (67.3)                  | 24.4 (75.9)                  | 26.6 (79.9)                  | 24.8 (76.6)                  | 20.3 (68.5)                  | 14.5 (58.1)                  | 8.7 (47.7)                   | 4.0 (39.2)                   | 14.3 (57.7)                  |
| Média baixa °C (°F) | −3.8 (25.2)                  | −1.8 (28.8)                  | 2.9 (37.2)                   | 8.4 (47.1)                   | 12.4 (54.3)                  | 16.4 (61.5)                  | 18.7 (65.7)                  | 16.5 (61.7)                  | 11.7 (53.1)                  | 6.4 (43.5)                   | 1.9 (35.4)                   | −1.7 (28.9)                  | 7.3 (45.1)                   |
| Recorde baixa °C (°F) | −27.0 (−16.6)                | −28.0 (−18.4)                | −13.0 (8.6)                  | −7.0 (19.4)                  | −1.0 (30.2)                  | 4.0 (39.2)                   | 10.0 (50)                    | 5.0 (41)                     | −1.0 (30.2)                  | −8.0 (17.6)                  | −16.0 (3.2)                  | −25.0 (−13)                  | −28.0 (−18.4)                |
| Média precipitação mm (pol.) | 32.6 (1.283)                 | 34.5 (1.358)                 | 55.5 (2.185)                 | 45.4 (1.787)                 | 27.2 (1.071)                 | 4.0 (0.157)                  | 1.1 (0.043)                  | 0.7 (0.028)                  | 2.1 (0.083)                  | 8.0 (0.315)                  | 16.1 (0.634)                 | 24.3 (0.957)                 | 251.5 (9.902)                |
| Média de dias de precipitação (≥ 1.0 mm)                                                                                              | 5.6                          | 5.8                          | 8.2                          | 6.8                          | 4.5                          | 1.1                          | 0.3                          | 0.2                          | 0.5                          | 1.5                          | 2.9                          | 4.2                          | 41.6                         |
| Média de dias ensolarados | 5.6                          | 5.8                          | 4.0                          | 0.4                          | 0.0                          | 0.0                          | 0.0                          | 0.0                          | 0.0                          | 0.1                          | 1.2                          | 3.8                          | 20.9                         |
| Média umidade relativa (%) | 75                           | 73                           | 69                           | 62                           | 50                           | 37                           | 34                           | 33                           | 37                           | 49                           | 63                           | 73                           | 54                           |
| Média mensal horas de sol | 148.3                        | 147.5                        | 163.3                        | 200.4                        | 280.4                        | 343.2                        | 366.9                        | 359.7                        | 305.2                        | 249.5                        | 188.3                        | 151.6                        | 2 904,3                      |
| Fonte: Iran Meteorological Organization (records), (temperatures), (precipitation), (humidity), (days with precipitation), (sunshine) |                              |                              |                              |                              |                              |                              |                              |                              |                              |                              |                              |                              |                              |